# إبراهيم شرقي

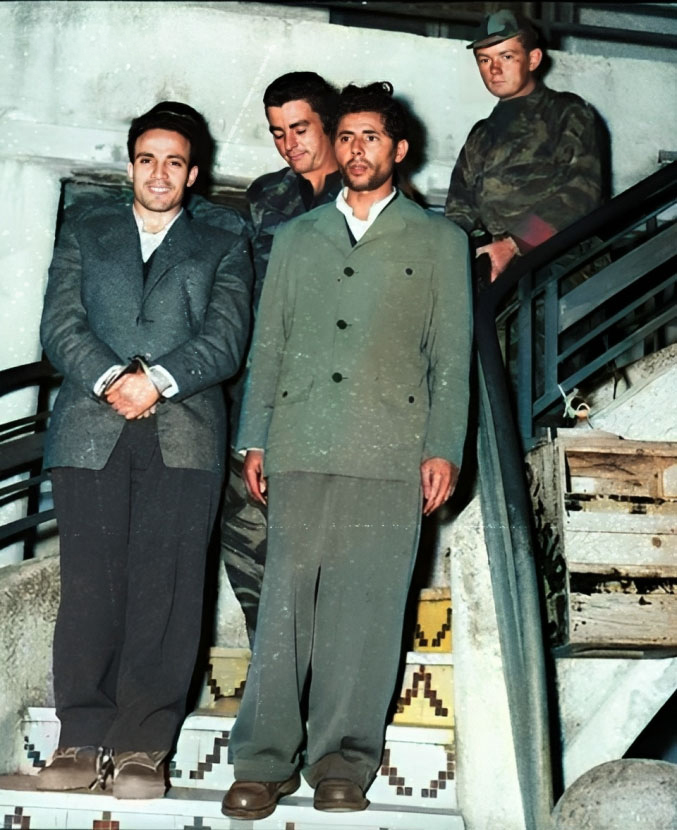
اعتقال بن مهيدي وشرقي إبراهيم أثناء معركة الجزائر 1957.

إبراهيم الشرقي الملقب بحميدة من مواليد عام 1922 في عين الخضراء بولاية مسيلة الجزائرية. كان مجاهد خلال ثورة التحرير الجزائرية، وأول رئيس لمنطقة الحكم الذاتي في الجزائر (ZAA). قبض عليه المظليون الفرنسيون في 23 فبراير 1957 وسُجن في زنزانة العربي بن مهيدي المجاورة.
تعرض إبراهيم لتعذيب شديد وسجن في سجن سركاجي بالجزائر العاصمة حتى إطلاق سراحه عندما حصلت الجزائر على الاستقلال في عام 1962. توفي عن عمر يناهز 94 عامًا في مستشفى عين النعجة العسكري في الجزائر العاصمة في 6 يناير 2016.